# Sassuolo da Prato
Sassuolo da Prato (Prato, ... – Arezzo, 21 luglio 1449) è stato un letterato italiano.

## Biografia
Nato a Prato da padre medico, frequentò la scuola di Guarino Veronese e quindi del Filelfo. A Mantova fu allievo della Ca' Zoiosa dell'umanista Vittorino da Feltre, dove apprese la lingua greca e latina, la metafisica e la musica.
Fu anche letterato e dopo aver lasciato Mantova verso il 1440, amante della libertà, errò per l'Italia.
Nel 1449 giunse ad Arezzo nel mezzo della pestilenza, dove morì per annegamento e fu sepolto nella chiesa di Sant'Agostino.

## Opere
- De accentibus ac diphthongis et formatione praeteritorum. In Vocabulista graecum et latinum Johannios Crassoni, 1478, Ed. Bono Accursio, Milano.[5][6]